# 穆哈河 (茲布魯奇河支流)
穆哈河（烏克蘭語：Муха），是烏克蘭西部的河流，屬於茲布魯奇河的左支流。該河流經赫梅利尼茨基州的卡緬涅茨-波多利斯基區，河道全長16公里，流域面積66.3平方公里。